# 奧克維尤 (密蘇里州)
奧克維尤（英語：Oakview）是位於美國密蘇里州克萊縣的村。

## 人口
根據2020年美國人口普查的數據，奧克維尤的面積為0.45平方千米，皆為陸地。當地共有人口366人，而人口密度為每平方千米813人。